# Дейнингер, Вунибальд

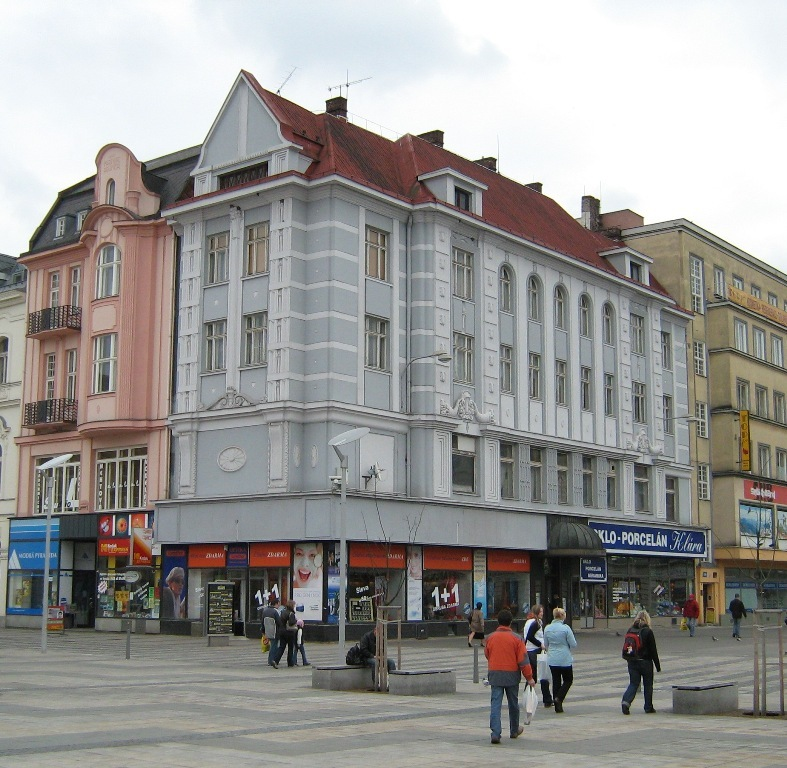
Дом Рейша, Острава

Вунибальд Дейнингер (нем. Wunibald Deininger; 5 марта 1879, Вена — 28 августа 1963, Зальцбург) — австрийский архитектор и преподаватель рисунка.

## Биография
Его отец Юлиус Дейнингер, дядя Иоганн Вунибальд Дейнингер и брат Теодор (1881—1908) были архитекторами. Его мать Людмила, урождённая Шенфусс, была родом из Моравии.
Вунибальд начинал учёбу в индустриальной школе. В 1898 году он перешёл в венскую Академию изобразительных искусств, где начал обучение у Виктора Лунца, затем три года учился у Отто Вагнера. В 1901 году он был удостоен премии Академии Гунделя за выдающиеся достижения. По окончании учёбы ему была предоставлена стипендия, которая позволила ему учиться в Риме.
Прежде чем в 1910 году основать свою независимую практику, Вунибальд работал со своим отцом. Его первым полностью независимым проектом стал дом для JE Steiner — производителя мебельных тканей. После этого он специализировался на семейных домах, вдохновлённых его пребыванием в Италии, с элементами английской архитектуры. Также Вунибальд проектировал здания в Остраве в Вене. Во время Первой мировой войны жил в Италии.
После войны Вунибальд Дейнингре получил должность в промышленном училище в Зальцбурге. С 1931 по 1946 год он работал профессором в Технологическом университете Граца, где дважды ненадолго занимал должность декана архитектурной школы. Вернувшись в Зальцбург, он проектировал как жилые, так и коммерческие здания, а также принимал участие в городском планировании. Многие из его оригинальных эскизов и планов хранятся в городском музее Зальцбурга.